# Barringtonia asiatica

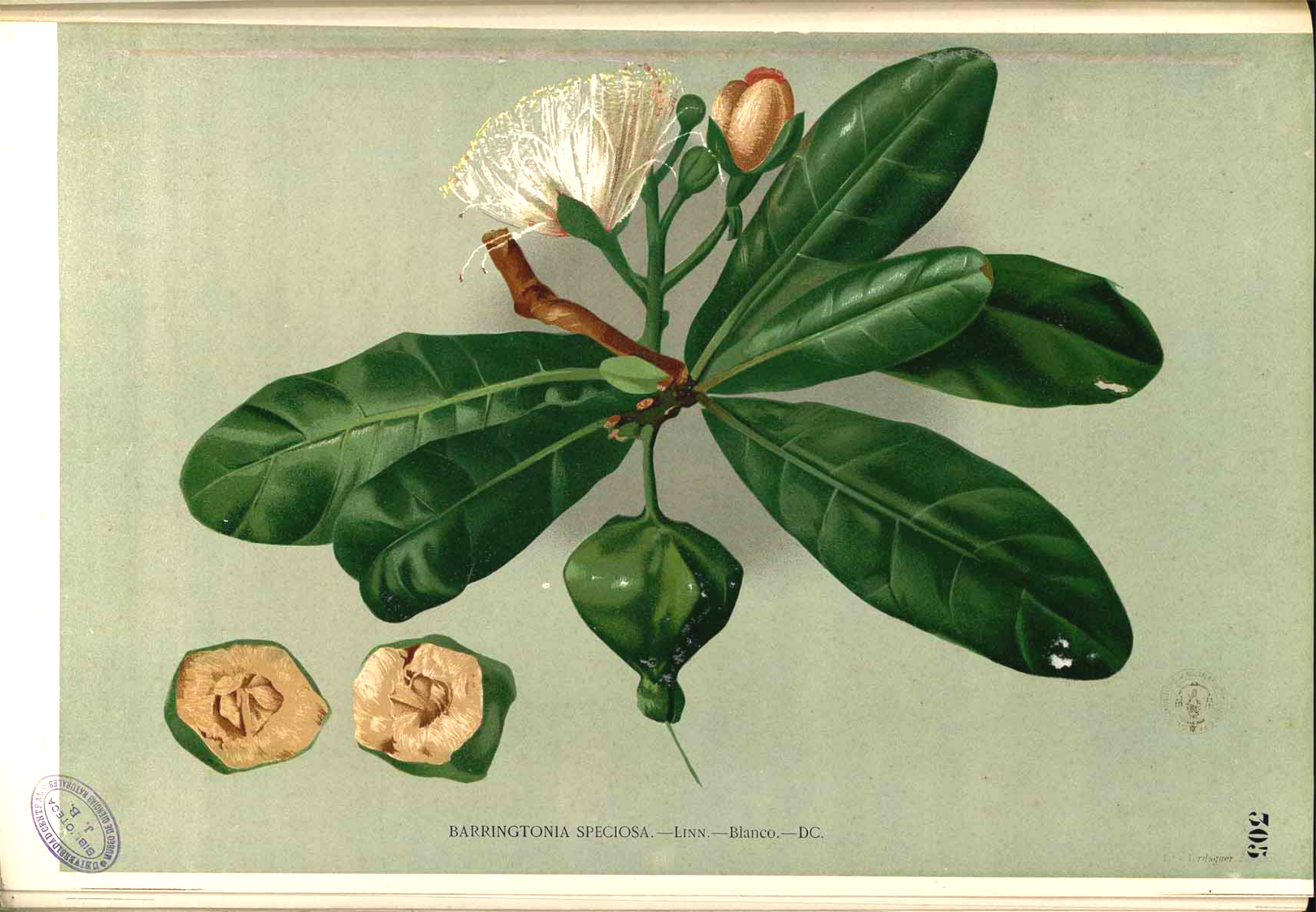
Illustration

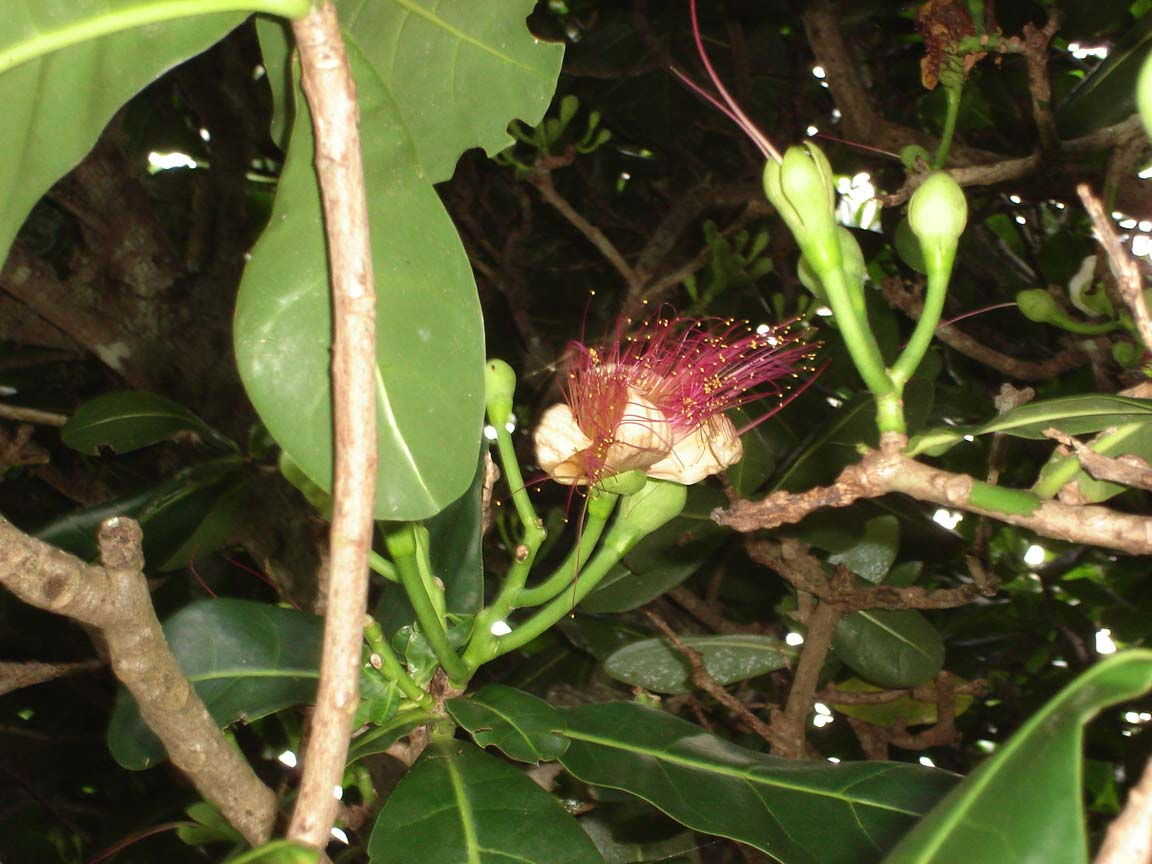
Blütenstände von Barringtonia asiatica mit Knospen, geöffneten und verblühten Blüten

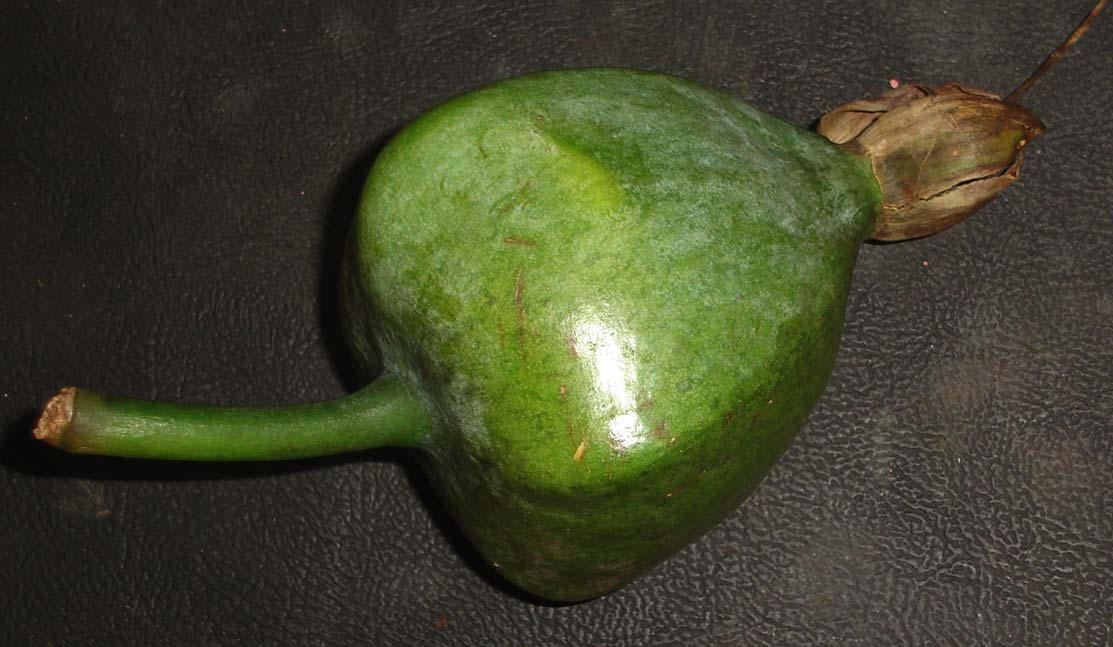
Unreife Frucht von Barringtonia asiatica

Barringtonia asiatica ist eine Pflanzenart aus der Familie der Topffruchtbaumgewächse (Lecythidaceae). Sie gedeiht an den Meeresküsten von Indischem Ozean und westlichem Pazifik. Die Früchte werden häufig als Treibgut an den Stränden angespült.

## Beschreibung

### Vegetative Merkmale
Barringtonia asiatica wächst als immergrüner Baum und erreicht Wuchshöhen von etwa 5 bis über 20 Meter. Die Borke ist rissig. Die Baumkrone ist abgerundet und die dicken Äste verzweigen sich nicht oft.
Die wechselständigen, sitzenden bis kurz gestielten, leicht ledrigen und glänzenden, ganzrandigen und einfachen Laubblätter weisen eine Länge von 20 bis über 50 Zentimeter und eine Breite von 10 bis 20 Zentimeter auf. Sie sind kahl und spiralig an den Ästen angeordnet und sitzen quirlartig gehäuft an den Zweigenden. Die unterseits helleren Blätter sind verkehrt-eiförmig bis -eilanzettlich oder spatelförmig, die Spitze ist abgerundet bis rundspitzig oder spitz. Die Nervatur ist, oft wechselnd, gefiedert und heller bis rötlich. Die jungen Blätter sind rötlich mit roten Blattadern. Ältere Blätter färben sich gelblich oder bekommen rote Flecken zwischen den Blattadern. Es sind winzige Nebenblätter vorhanden.

### Generative Merkmale
Die meist endständigen, aufrechten, traubigen und kahlen Blütenstände mit dicker Rhachis sind 5 bis 20 Zentimeter lang und enthalten fünf bis zehn, selten bis zu 20 Blüten. Die eiförmigen Tragblätter sind 8 bis 20 Millimeter, die dreieckigen Deckblätter 1,5 bis 5 Millimeter und die Blütenstiele 5 bis 9 Zentimeter lang.
Die großen, duftenden und gestielten Blüten sind zwittrig und vierzählig mit doppelter Blütenhülle. Die mit einem Durchmesser 2 bis 4 cm kugelige Blütenknospe ist von den verwachsenen Kelchblättern umschlossen, die in zwei oder drei unregelmäßige Lappen aufbrechen, wenn sich die Blüte entfaltet. Die grünen Kelchblätter bleiben lange erhalten, sie sind noch an der reifen Frucht zu sehen, wobei die bootförmigen Kelchlappen 3 bis 4 × 2 bis 3 cm groß sind und der Blütenbecher bis 9 mm lang ist. Die vier mit einer Länge von 5 bis 8 Zentimeter eiförmigen bis elliptischen Kronblätter sind weiß. Auffälliger sind aber die sehr zahlreichen (bis 100), bis 9 cm langen Staubblätter in mehreren Kreisen sowie die kürzeren Staminodien im innersten Kreis. Die ebenfalls weißen, zur Spitze hin rosafarbenen bis rötlichen Staubfäden sind an ihrer Basis bis zu einer Länge von 1,5 bis 6 mm verwachsen. Die kleinen Staubbeutel sind gelb. Vier Fruchtblätter sind zu einem vierkammerigen, 5 bis 9 mm langen, unterständigen Fruchtknoten verwachsen. Je Fruchtknotenkammer sind vier oder fünf Samenanlagen vorhanden. Um den Griffelansatz ist ein Diskus vorhanden. Der sehr lange, weiße und schlanke, zur Spitze hin rosafarbene bis rötliche Griffel mit kleiner, kopfiger Narbe ist mit etwa 11 bis 15 cm länger als die Staubblätter und ragt aus ihnen hervor. Die Blüten öffnen sich nur für eine Nacht und werden von Nachtfaltern und Fledermäusen bestäubt.
Die meist einsamigen, glatten, 9 bis 11 cm langen und vier- bis fünfkantigen, -rippigen, bis -flügeligen Früchte, Steinfrüchte (Scheinfrucht) sind wie eine Pyramide geformt, wobei die vogelschnabeligen Kelchblätter und der Griffel an der Fruchtspitze sitzen. Die Früchte färben sich bei der Reife von grün nach braun. Der längliche Samen ist 4 bis 5 cm lang. Das Perikarp ist schwammartig und faserig, so dass die leichten Früchte im Wasser schwimmen (Hydrochorie). Sie bleiben auch nach mehrmonatigem Aufenthalt im Salzwasser keimfähig, so dass diese Art eine weite Verbreitung an den Küsten von Ostafrika bis zum Pazifik hat. Der Keimling erscheint an der „Fruchtspitze“; die harte Fruchtschale bleibt noch eine Weile am Stammfuß erhalten.
Barringtonia asiatica blüht und fruchtet fast das ganze Jahr über.
Die Chromosomenzahl beträgt 2n = 26.

## Verbreitung
Durch die schwimmenden Früchte ist Barringtonia asiatica weit verbreitet, vom tropischen Ostafrika und Madagaskar über Indien, Südostasien bis zu den Philippinen, südlich noch bis nach Queensland. Durch Anpflanzungen ist der Baum inzwischen auch in der Karibik anzutreffen.
Barringtonia asiatica besiedelt dabei strandnahe Habitate, allerdings etwas weiter landeinwärts als die Mangroven. Vergesellschaftet ist diese Art z. B. mit Calophyllum inophyllum und Lindenblättrigem Eibisch.

## Verwendung
Die Früchte enthalten Saponine, die vor allem auf Fische giftig wirken. Sie wurden traditionell zum Fischfang verwendet. Verschiedene Pflanzenteile sind auch Bestandteil traditioneller Medikamente. Heute ist die häufigste Verwendung wohl die als anspruchsloser Alleebaum in den Tropen.

## Botanische Geschichte und Namensgebung
Das Artepitheton asiatica, also „asiatische“, erscheint wenig sinnvoll, wenn man bedenkt, dass auch die anderen etwa 50 Arten der Gattung Barringtonia in Asien verbreitet sind. Carl von Linné veröffentlichte diese Art 1753 allerdings als Mammea asiatica und grenzte sie mit diesem Namen ab von der einzigen anderen damals bekannten Mammea-Art, Mammea americana.
In der "Entdeckungsreise nach Tahiti und in die Südsee 1772–1775" von Georg Forster findet sich folgender Eintrag:
"Nun wanderten wir mit unserem Begleiter über One-Tree-Hill weg und gelangten in eins der vorderen Täler von O-Parre. Hier war uns das Glück hold, und wir machten eine botanische Entdeckung. Wir fanden nämlich einen Baum, der das prächtigste Aussehen von der Welt hatte. Er prangte mit einer Menge schöner Blüten, die so weiß wie Lilien, aber größer und mit einer Menge Staubfäden versehen waren, die an den Spitzen eine karmesinrote Farbe hatten. Es waren ihrer bereits so viele abgefallen, daß der ganze Boden voll davon lag. Diesen schönen Baum nannten wir Barringtonia, in der Landessprache aber heißt er Huddu, und die Einwohner versicherten uns, daß die nußartige Frucht, wenn sie zerstoßen und mit dem Fleisch von Muscheln vermischt ins Meer geworfen wird, die Fische auf einige Zeit betäubt, so daß sie an die Oberfläche kommen und sich mit den Händen fangen lassen. Wir waren über unsere botanischen Funde viel zu sehr erfreut, als daß wir mit der näheren Untersuchung bis zur Rückkehr aufs Schiff hätten warten können."
1875 Art wurde diese Art von Sulpiz Kurz in die Gattung Barringtonia eingeordnet. Weitere Synonyme sind: Agasta indica Miers, Barringtonia speciosa J.R.Forster & G.Forster.